# ورزشگاه مرکزی (ولگوگراد)
ورزشگاه مرکزی (به روسی: Центральный стадион) ورزشگاهی چندمنظوره در شهر ولگوگراد روسیه با ظرفیت آن ۳۲۱۲۰ نفر بود 
این ورزشگاه در سال ۲۰۱۴ برای جام جهانی فوتبال ۲۰۱۴ تعطیل و تخریب و ورزشگاه جدید با نام ورزشگاه ولگوگراد آرنا در زمین در سال ۲۰۱۵ شروع به ساخت شد.